# 오성첨단소재
오성첨단소재 주식회사(OSUNG Advanced Materials Co., Ltd.)는 대한민국의 디스플레이 광학용 보호 필름/기능성 필름 기업으로, 본사는 전북특별자치도 익산시 석암로17길 104에 있다. 2018년 사업 다각화를 위해 카나비스메디칼을 자회사로 설립하여 카이스트와 마리화나 화학 물질인 카나비노이드'를 활용한 의료용 대마 연구를 진행하고 있다. 마리화나 합법화한 미국 카멀라 해리스 대통령 후보가 마리화나 합법화를 공약하여 해리스 관련주로 주목받아 해리스의 선거 유세에 주가가 영향을 받은 바 있다.

## 자회사
- 더블라썸묵동
- 에코볼트
- 천지해운
- 풍전약품
- 화일약품
- NSM